# Castello Merola
Il castello Merola, chiamato anche castello Merla, è un castello ubicato a San Mango Piemonte.

## Storia e descrizione
Il castello venne costruito tra il XII e il XIII secolo sulla sommità del monte Magno, come luogo di avvistamento a difesa del confine meridionale del principato di Salerno: comunicava infatti con il vicino castello di Montevetrano tramite segnali di fumo o di luce utilizzando i riflessi di specchi. Dotato anche di una cisterna, il castello servì anche come luogo di rifugio.
Del castello rimane visibile una torre, edificata durante l'epoca angioina.